# Shrek (franchise)

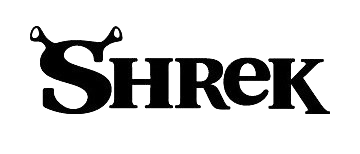
Logo del franchise

Shrek è una saga cinematografica d'animazione prodotta da DreamWorks Animation. Consiste in quattro lungometraggi: Shrek (2001), Shrek 2 (2004), Shrek terzo (2007) e Shrek e vissero felici e contenti (2010), più un quinto film in uscita nel 2027. Il franchise è basato sul libro illustrato di William Steig, Shrek!. Un cortometraggio in 3D, Shrek 3-D, che era originariamente un'attrazione di un parco a tema, è stato pubblicato nel 2004.
Sono stati prodotti anche due speciali televisivi, lo speciale natalizio Shrekkati per le feste (2007) e lo speciale di Halloween Shrekkato da morire (2010). Due film spin-off intitolati: Il gatto con gli stivali e Il gatto con gli stivali 2 - L'ultimo desiderio sono stati distribuiti rispettivamente nel 2011 e nel 2022. Shrek ha avuto anche un adattamento musicale a Broadway nel 2008.
La serie si concentra principalmente su Shrek, un orco recluso e brontolone ma di un buon cuore, che diventa un eroe rispettato con una collezione in continua crescita di amici e parenti in un mondo fatato.
Nel maggio 2010, il New York Times ha definito i principali personaggi di Shrek "realizzati brillantemente", aggiungendo che "quasi un decennio dopo il primo film di Shrek sono ancora un mix vitale e coinvolgente di immagini, personalità e voci come nessun altro cast di personaggi nella storia dell'animazione". La serie è stata un successo sia finanziario che di pubblico e critica, diventando uno dei franchise più popolari e reditizi della storia del cinema.

## Film
| Film                                            | Data di uscita USA | Regia                                       | Sceneggiatura    | Produttori       |
| Serie principale                                | Serie principale   | Serie principale                            | Serie principale | Serie principale |
| ----------------------------------------------- | ------------------ | ------------------------------------------- | ---------------- | ---------------- |
| Shrek                                           | 18 maggio 2001     | Andrew Adamson, Vicky Jenson                |                  |                  |
| Shrek 2                                         | 19 maggio 2004     | Andrew Adamson, Kelly Asbury, Conrad Vernon |                  |                  |
| Shrek terzo                                     | 18 maggio 2007     | Chris Miller                                |                  |                  |
| Shrek e vissero felici e contenti               | 21 maggio 2010     | Mike Mitchell                               |                  |                  |
| Shrek 5                                         | 30 giugno 2027     | Walt Dohrn, Conrad Vernon                   |                  |                  |
| Spin-off                                        |                    |                                             |                  |                  |
| Il gatto con gli stivali                        | 28 ottobre 2011    | Chris Miller                                |                  |                  |
| Il gatto con gli stivali 2 - L'ultimo desiderio | 21 dicembre 2022   | Joel Crawford                               |                  |                  |

### Shrek(2001)
Shrek, un orco solitario, è disturbato dalle creature delle favole che sono costrette a vivere nella sua palude a causa di Lord Farquaad. Fa amicizia con un asino parlante che si chiama Ciuchino. I due si incamminano per incontrare Farquaad. Quest'ultimo vuole diventare re di Duloc, e per farlo deve sposare una principessa, Fiona, che è intrappolata in un castello sorvegliato da un drago. Shrek e Ciuchino fanno visita a Lord Farquaad, il quale stringe un accordo con Shrek: l'orco avrà la palude sgomberata se porterà Fiona a Farquaad.
Dopo diversi giorni di cammino, Shrek e Ciuchino raggiungono il castello dove vengono attaccati dal drago che, rivelatosi una Draghessa, si innamora di Ciuchino. Shrek approfitta della situazione per salvare la principessa. La Draghessa infuriata insegue Shrek, Fiona e Ciuchino, i quali riescono a scappare in tempo.
Usciti dal castello, Shrek e Ciuchino portano Fiona da Lord Farquaad ma, lungo la strada del ritorno, Shrek e Fiona si innamorano. Una sera, la principessa rivela a Ciuchino che è maledetta e si trasforma in un'orchessa di notte, l'unico modo in cui la maledizione può essere spezzata è il primo bacio del vero amore. 
Fiona viene portata da Farquaad per prepararsi al matrimonio da celebrare. Questo però viene interrotto da Shrek, che rivela a Fiona l'amore che prova per lei. Proprio in quel momento il Sole tramonta e la principessa si trasforma in un'orchessa. La cosa fa infuriare Lord Farquaad che si autoproclama re e cerca di eliminare i due orchi ma, infine, viene mangiato dalla Draghessa.
Shrek e Fiona si baciano e la principessa si trasforma in un'orchessa in modo permanente. I due tornano alla palude e si sposano. Dopo una festa con karaoke, gli sposi partono per la loro luna di miele.

### Shrek 2(2004)
Il secondo film si apre con la scena in cui il principe Azzurro è in missione per salvare la principessa Fiona dal drago. Quando arriva, palesemente in ritardo, trova il lupo di Cappuccetto Rosso che legge I tre porcellini nel letto di Fiona. Il principe si domanda dove sia Fiona e il lupo gli dice che è in viaggio di nozze con Shrek. 
In seguito vediamo Shrek e Fiona che tornano dal viaggio di nozze, e trovano Ciuchino nella palude che dice a loro che lui e la Draghessa stanno attraversando un periodo difficile. Vengono poi invitati nel regno di Molto Molto Lontano dai genitori di Fiona, che vogliono benedire il loro matrimonio.
Quando arrivano Shrek e Fiona, tutti gli abitanti di Molto Molto Lontano rimangono senza parole. Il giorno dopo il loro arrivo, Shrek e Ciuchino trovano un nuovo compagno d'avventura: il Gatto con gli Stivali. I tre amici si dirigono verso la casetta della fata madrina con l’intento di ottenere una pozione d'amore. Shrek e Ciuchino riescono nell’impresa e bevono la pozione «Per sempre felici e contenti» trasformandosi in qualcosa di inaspettato: Shrek diventa un umano e Ciuchino un cavallo bianco. Nello stesso momento, per via dell’incantesimo lanciato dalla pozione, Fiona si risveglia nella sua forma umana. 
Nel mentre, la Fata Madrina e suo figlio, il principe Azzurro, cercano di distruggere il matrimonio di Shrek facendo innamorare Fiona del principe Azzurro, ma i loro piani non funzionano. Shrek e Fiona riscoprono il loro amore, restano insieme e baciandosi tornano alla loro forma orchesca. 
Alla fine del film, re Harold si trasforma in un ranocchio dopo essere stato colpito dalla magia della Fata Madrina, mentre quest’ultima svanisce in bollicine venendo colpita dal suo stesso incantesimo.

### Shrek Terzo(2007)
Shrek e Fiona sono a malincuore costretti a regnare su Molto Molto Lontano durante la lunga malattia di re Harold. Il re promette che se riescono a trovare il cugino di Fiona, Arthur, quest'ultimo diventerà il prossimo alla linea di successione, quindi Shrek non dovrà governare il regno dopo la sua morte. Mentre Shrek, Ciuchino e Gatto partono alla ricerca di Arthur, Fiona rivela di essere incinta.
Shrek è scioccato perché crede che non sarà un buon padre e rovinerà la vita di suo figlio. Dopo aver trovato Arthur, quest'ultimo ha paura di essere re e finiscono su un'isola dove incontrano l'ex insegnante di magia di Arthur, Merlino. Nel frattempo, Azzurro complotta per rovesciare Shrek e diventare re, ma questo è sventato dall'orco.
Il film si conclude con Shrek e Fiona che si prendono cura dei loro tre orchetti appena nati, Fergus, Farkle e Felicia.

### Shrek e vissero felici e contenti(2010)
Shrek è diventato padre, che vive felicemente con la principessa Fiona e i suoi tre orchetti. Invece di spaventare gli abitanti dei villaggi come faceva prima, un riluttante Shrek ora accetta di autografare i forconi e le torce. Desideroso dei giorni in cui si sentiva come un "vero orco", Shrek viene ingannato nel firmare un patto con l'agevole proclamatole Tremotino. Shrek si ritrova improvvisamente in una versione contorta, alternativa di Molto Molto Lontano, dove gli orchi vengono cacciati, Tremotino è il re, Gatto è obeso, Ciuchino non sa chi sia Shrek, e Shrek e Fiona non si sono mai incontrati.
Shrek si unisce alla Resistenza degli orchi dove incontra Fiona, ma lei non lo ama. Tremotino imposta la taglia su Shrek con l'aiuto del pifferaio; come ricompensa per aver trovato Shrek, offre un "patto di una vita". Shrek va davanti a Tremotino e invece di chiedere indietro la sua vita, libera gli orchi catturati. Gli orchi quindi imboscano il palazzo, e Shrek e Fiona combattono contro Draghessa. Mentre le ventiquattro ore sono quasi finite e Shrek giace morente, Fiona lo bacia e tutto ritorna all'universo di Shrek.
Alla fine, invece di scappare dalla festa di compleanno dei suoi tre orchetti, Shrek bacia Fiona e apprezza tutto ciò che ha, vivendo per sempre felici e contenti.

### Shrek 5(2027)
Dopo il successo di Shrek 2 nel maggio 2004, Jeffrey Katzenberg ha rivelato che la storia di Shrek era stata delineata in cinque film quasi dall'inizio. "Prima che il primo fosse finito, abbiamo parlato di tutta la storia di Shrek, e ognuno dei capitoli risponde a domande sul primo film e ci dà una visione", ha detto Katzenberg. "Shrek 3 e 4 stanno per rivelare altre domande senza risposta e, infine, nell'ultimo capitolo, capiremo come Shrek è arrivato in quella palude, quando lo incontrammo nel primo film." Dopo l'uscita di Shrek terzo nel 2007, Katzenberg ha annunciato che il quinto film sarebbe uscito nel 2013.
Nel maggio 2009, la DreamWorks Animation (DWA) annunciò che il titolo del quarto film sarebbe stato Shrek e vissero felici e contenti (Shrek Forever After), indicando che sarebbe stato l'ultimo della serie Shrek. Più tardi nel 2009, ciò è stato confermato da Bill Damaschke, responsabile della produzione creativa della DWA, che ha dichiarato: "Tutto ciò che è stato amato da Shrek nel primo film viene portato al film finale."
Josh Klausner, uno degli sceneggiatori di Shrek e vissero felici e contenti (Shrek Forever After), nel 2010 ha spiegato l'evoluzione della sceneggiatura: "Quando sono entrato per la prima volta nel progetto, non doveva essere il capitolo finale - inizialmente c'erano 5 film di Shrek. Dopo, circa un anno di sviluppo, Jeffrey Katzenberg ha deciso che la storia che avevamo realizzato era il modo giusto per il viaggio verso la fine di Shrek."
Nel febbraio 2014, in un'intervista a Fox Business Network, Katzenberg ha lasciato intendere che potrebbe essere ancora realizzato un quinto film. "Ci piace lasciare loro un po' di tempo per riposare", ha detto dei personaggi. "Ma penso che si può essere sicuri che avremo un altro capitolo della serie Shrek. Non abbiamo ancora finito, e cosa più importante, nemmeno lui."
Il 15 giugno 2016, dopo che NBCUniversal ha acquistato la DreamWorks Animation per $ 3,8 miliardi, il capo della NBCUniversal Steve Burke ha discusso i piani per rilanciare il franchise, così come altri film della DreamWorks. Nel luglio 2016, The Hollywood Reporter ha citato fonti che affermavano che il quinto film era previsto per il 2019. La storia del film è stata scritta dall'autore di Austin Powers e di Baby Boss, Michael McCullers, sulla base di una sua idea mentre Andrew Adamson, regista del primo film, dirigerà il film. Nel 2018 è stato annunciato che Chris Meledandri sarà tra i produttori del film. Nel 2020 viene annunciato che il film verrà realizzato una volta finita la produzione de Il gatto con gli stivali 2.
Il 4 aprile 2023, viene confermato l'inizio della produzione; è il coinvolgimento del cast vocale originale nel doppiaggio del nuovo film.
Il 23 giugno 2024, Eddie Murphy ha rivelato che ha iniziato le sessioni di doppiaggio dei dialoghi di Ciuchino nel film, aggiungendo che la pellicola potrebbe uscire nei cinema nel 2025.
Il 9 luglio 2024 viene pubblicato il primo teaser trailer del film che annuncia il ritorno di Mike Myers, Eddie Murphy e Cameron Diaz nei ruoli di Shrek, Ciuchino e Fiona e la data di uscita nei cinema della pellicola prevista per il 1º luglio 2026. Vengono inoltre annunciati Walt Dohrn, Conrad Vernon e Brad Ableson alla regia.
In seguito la data di uscita è stata rimandata a dicembre 2026, per la distribuzione di Minions 3.
Il 27 febbraio 2025, Dreamworks rilascia il primo teaser trailer del film, che conferma l'uscita a giugno 2027, mostra la nuova grafica dei personaggi e annuncia l'ingresso di Zendaya nel cast nel ruolo di Felicia adolescente .
Il 12 agosto 2025 viene annunciato che il film è stato di nuovo rimandato e che adesso è fissato per il 30 giugno 2027. 

## Spin-off

### Il gatto con gli stivali(2011)
Il gatto con gli stivali (Puss in Boots) è un film d'animazione, comico e d'azione che è stato pubblicato il 28 ottobre 2011. Il film è basato sul personaggio del Gatto con gli Stivali che, con l'aiuto di Kitty Zampe di Velluto e Humpty Dumpty, cerca i magici fagioli magici per riabilitare il suo nome.

### Il gatto con gli stivali 2 - L'ultimo desiderio(2022)
Il gatto con gli stivali 2 - L'ultimo desiderio (Puss in Boots: The Last Wish) è un film d'animazione uscito il 9 dicembre 2022 e il sequel de Il gatto con gli stivali (2011). Il Gatto con gli Stivali è arrivato alla sua ultima vita dopo aver perso le sue altre otto vite. Accompagnato da Kitty e un cane che chiama Perrito, il Gatto deve trovare la magica Stella del Desiderio per ripristinare le sue nove vite mentre è inseguito dalla Morte stessa e ostacolato da Big Jack Horner, Riccioli D'oro e i Tre Orsi.

### Film su Ciuchino
Quando Shrek 5 è stato annunciato, Chris Meledandri e Eddie Murphy hanno rivelato che un film spin-off incentrato sul personaggio di Ciuchino è in fase di sviluppo.

## Cortometraggi

### Festa danzante con karaoke nella palude di Shrek
Festa danzante con karaoke nella palude di Shrek (Shrek in the Swamp Karaoke Dance Party) è un cortometraggio musicale di 3 minuti, incluso sulla VHS di Shrek del 2001 e nel DVD in edizione speciale due dischi di Shrek. Si svolge durante l'ultima scena di Shrek (prima che Shrek e Fiona partano in luna di miele), con i personaggi del film che eseguono un medley di canzoni pop moderne.

### Shrek 3-D
Shrek 3-D (Shrek 4-D), noto anche come Shrek: Avventura in 4-D (Shrek 4D Adventure), L'avventura di Shrek mai vista prima (Shrek's Never Before Seen Adventure) e Il fantasma di Lord Farquaad (The Ghost of Lord Farquaad) è un cortometraggio in 4-D in vari parchi a tema in tutto il mondo. È stato presentato per la prima volta nel 2003 negli Universal Studios in Florida, per poi essere distribuito in DVD.  Il cortometraggio, di 12 minuti, si svolge subito dopo il primo film di Shrek. Lord Farquaad ritorna dalla morte per rapire la principessa Fiona e tocca a Shrek e Ciuchino salvarla.

### L'idolo di Molto Molto Lontano
L'idolo di Molto Molto Lontano (Far Far Away Idol) è un corto di 9 minuti, uscito nel novembre 2004, come contenuto extra sul DVD e sulla VHS di Shrek 2. È basato su American Idol con la guest star Simon Cowell. Subito dopo la fine di Shrek 2, i personaggi di supporto del film tengono una gara di canto, con Shrek, Fiona e Simon Cowell come giudici. Lo spettatore può scegliere il vincitore; se si sceglie un personaggio che non sia Ciuchino, il Gatto, Shrek e Fiona, Cowel si autoproclamerà vincitore cantando My Way.

### La spettacolare festa di Natale di Ciuchino
La spettacolare festa di Natale di Ciuchino (Donkey's Caroling Christmas-tacular) è un corto di cinque minuti contenuto nel DVD di Donkey’s Christmas Shrektacular, ed è stato pubblicato il 7 dicembre 2010, pubblicato come parte del cofanetto Shrek: La storia completa e Shrek e vissero felici e contenti (Shrek Forever After).
Ciuchino suggerisce a tutti di cantare canzoni di Natale. Ciuchino canta "It's the Most Wonderful Time of the Year". Shrek, Fiona, i tre orchetti e e alcuni orchi della resistenza cantano una versione orco di "Jingle Bells" Il gatto con gli stivali canta "Feliz Navidad", anche se con il titolo "Fleas Navidad". Quindi tutti cantano "Jingle Bell Rock" con il titolo "Fairy Tale Rock".

### Il ceppo natalizio di Shrek
Il ceppo natalizio di Shrek (Shrek's Yule Log) è un cortometraggio di 30 minuti pubblicato il 7 dicembre 2010 sul DVD di Donkey’s Christmas Shrektacular.
Il cortometraggio si svolge all'interno della casa di Shrek, con il camino come unico luogo visto in tutto il cortometraggio. Shrek impedisce a Tremotino di spegnere il fuoco, Ciuchino si mette gli occhi di rana nelle narici (visto in Shrek e vissero felici e contenti), la principessa Fiona tira fuori i biscotti per Babbo Natale, e il Gatto fa ingrassare i biscotti e l'impasto di questi ultimi. Appaiono altri personaggi come Zenzy, Pinocchio, i tre porcellini, biscotto, i tre orchetti, i drughini e il pifferaio magico.

### Thriller Night
Thriller Night è un cortometraggio di sei minuti, parodia del video musicale di Michael Jackson, Thriller. È stato diretto da Gary Trousdale e pubblicato il 13 settembre 2011 sul DVD di Shrekkato da morire. È stato pubblicato su DVD e Blu-ray il 28 agosto 2012, come parte di Shrek's Thrilling Tales (Shrek's Spooky Stories).
Personaggi defunti come Lord Farquaad, Mongo, Fifi, fata madrina, principe azzurro e re Harold nella sua forma di ranocchio appaiono come zombi. Una versione 3-D del cortometraggio è stata aggiunta nell'ottobre 2011 al servizio Nintendo Video per i possessori di Nintendo 3DS.

### I tre porcellini e il lupo... mannaro
I tre porcellini e il lupo... mannaro (The Pig Who Cried Werewolf) è un cortometraggio di Halloween di 7 minuti, diretto da Gary Trousdale e pubblicato il 4 ottobre 2011 per un periodo limitato, esclusivamente al servizio Nintendo Video su Nintendo 3DS. È stato pubblicato su DVD e Blu-ray il 28 agosto 2012, come parte di Shrek's Thrilling Tales (Shrek's Spooky Stories).
I tre porcellini si trovano nei guai quando ignorano la presenza di un nuovo vicino che abita alla porta accanto che assume una forma feroce durante la luna piena.

### Il gatto con gli stivali: I tre Diablos
Il gatto con gli stivali: I Tre Diablos (Puss in Boots: The Three Diablos) è un cortometraggio di 13 minuti, diretto da Raman Hui, ed è stato distribuito nelle versioni DVD e Blu-ray de Il gatto con gli stivali il 24 febbraio 2012. Il cortometraggio racconta una storia del Gatto con gli Stivali in missione per recuperare il rubino della principessa rubato dal famigerato ladro francese, il Mormoratore. A malincuore accompagnato da tre piccoli gattini, i tre Diablos, Gatto deve domarli prima che mettano in pericolo la missione.

## Speciali televisivi

### Shrekkati per le feste
Shrekkati per le feste (Shrek the Halls) è uno speciale televisivo di Natale di 28 minuti, ambientato poco dopo gli eventi di Shrek terzo (e prima degli eventi di Shrek e vissero felici e contenti) mentre i tre orchetti di Shrek e Fiona sono ancora neonati, ed è stato proiettato sulla rete televisiva americana ABC, il 28 novembre 2007.

### Shrekkato da morire
Shrekkato da morire (Scared Shrekless) è uno speciale televisivo di Halloween di 25 minuti, ambientato subito dopo gli eventi di Shrek e vissero felici e contenti. Shrek sfida Ciuchino, il Gatto con gli Stivali e gli altri amici delle favole per trascorrere la notte nel castello infestato di Lord Farquaad, raccontando storie spaventose per vedere chi può resistere alla paura e rimanere più a lungo. Lo speciale è stato trasmesso per la prima volta sulla rete televisiva americana NBC, il 28 ottobre 2010.

### Il gatto con gli stivali: Intrappolato in una storia epica
Il gatto con gli stivali: Intrappolato in una storia epica (Puss in Book: Trapped in an Epic Tale) è uno speciale televisivo della serie animata di 23 minuti (anche di più in base alla scelta dello spettatore), ambientato durante la quinta stagione. La trama coinvolge Gatto che trova un libro di favole mentre si trova in una missione contro i ninja. Aprendolo, rimane intrappolato nel libro e per liberarlo, lo spettatore deve decidere i risultati di ogni decisione che Gatto affronta.

## Serie televisive

### Le avventure del gatto con gli stivali(2015-2018)
Le avventure del gatto con gli stivali (The Adventures of Puss in Boots) è una serie televisiva, con protagonista il Gatto con gli Stivali della serie Shrek, ha debuttato su Netflix il 16 gennaio 2015.

## Produzione
Nonostante i progressi nella potenza di calcolo negli anni 2000, il crescente utilizzo di nuove tecniche come illuminazione globale, simulazione, e 3-D richiedevano sempre più ore di CPU per film. La DreamWorks Animation ha notato che ogni film di Shrek ha impiegato circa il doppio delle ore di CPU rispetto al film precedente e ha definito questa tendenza come la "legge di Shrek". Simile alla "legge di Moore", la legge di Shrek dice: "Le ore di CPU necessarie per completare la produzione di un sequel raddoppierà rispetto alla quantità di tempo necessaria per i film precedenti."
Nel 2001, Shrek ha richiesto circa 5 milioni di ore di CPU. Nel 2004, Shrek 2 ha richiesto oltre 10 milioni di ore di CPU. Nel 2007, Shrek terzo ha richiesto oltre 20 milioni di ore di CPU, e nel 2010 Shrek e vissero felici e contenti  ha richiesto più di 50 milioni di ore di CPU a causa di una doppia quantità di fotogrammi. Il gatto con gli stivali,  che è stato pubblicato solo un anno dopo il quarto film di Shrek, ha richiesto 63 milioni di ore di CPU.

## Accoglienza

### Incassi
| Film                              | Uscita USA      | Incassi                   | Incassi        | Incassi        | Classifica   | Classifica         | Budget       | Fonte |
| Film                              | Uscita USA      | USA e Canada              | Internazionale | Mondiale       | USA e Canada | A livello mondiale | Budget       | Fonte |
| --------------------------------- | --------------- | ------------------------- | -------------- | -------------- | ------------ | ------------------ | ------------ | ----- |
| Shrek                             | 18 maggio 2001  | $267,665,011 (47,290,600) | $216,744,207   | $484,409,218   | 78           | 160                | $60.000.000  | [ 4 ] |
| Shrek 2                           | 19 maggio 2004  | $441,226,247 (71,050,900) | $478,612,511   | $919,838,758   | 11           | 36                 | $150.000.000 | [ 5 ] |
| Shrek terzo                       | 18 maggio 2007  | $322,719,944 (46,907,000) | $476,238,218   | $798,958,162   | 42           | 52                 | $160.000.000 | [ 6 ] |
| Shrek e vissero felici e contenti | 21 maggio 2010  | $238,736,787 (30,258,100) | $513,864,080   | $752,600,867   | 107          | 65                 | $165.000.000 | [ 7 ] |
| Film di Shrek                     | Film di Shrek   | $1,270,347,989            | $1,685,459,016 | $2,955,807,005 |              |                    | $535.000.000 | [ 8 ] |
| Il gatto con gli stivali          | 28 ottobre 2011 | $149,260,504 (18,820,400) | $405,726,973   | $554,987,477   | 299          | 124                | $130.000.000 | [ 9 ] |
| Totale                            | Totale          | $1,419,608,493            | $2,091,185,989 | $3,510,794,482 |              |                    | $665.000.000 | [ 8 ] |

### Critica
| Film                                           | Pubblico | Rotten Tomatoes      | Metacritic         | CinemaScore |
| ---------------------------------------------- | -------- | -------------------- | ------------------ | ----------- |
| Shrek                                          | 90%      | 88% (211 recensioni) | 84 (34 recensioni) | A           |
| Shrek 2                                        | 69%      | 89% (236 recensioni) | 75 (40 recensioni) | A           |
| Shrek terzo                                    | 52%      | 41% (213 recensioni) | 58 (35 recensioni) | B+          |
| Shrek e vissero felici e contenti              | 54%      | 57% (201 recensioni) | 58 (35 recensioni) | A           |
| Il gatto con gli stivali                       | 68%      | 86% (155 recensioni) | 65 (24 recensioni) | A−          |
| Il gatto con gli stivali 2: L'ultimo desiderio | 93%      | 96%                  | 75                 | A           |

| Premio Oscar           | Main series     | Main series | Main series | Main series                       | Spin-offs                |
| Premio Oscar           | Shrek           | Shrek 2     | Shrek Terzo | Shrek e Vissero Felici e Contenti | Il Gatto con gli Stivali |
| ---------------------- | --------------- | ----------- | ----------- | --------------------------------- | ------------------------ |
| Adattamento Screenplay | Candidato/a     |             |             |                                   |                          |
| Film animato           | Vincitore/trice | Candidato/a |             |                                   | Candidato/a              |
| Canzone originale      |                 | Candidato/a |             |                                   |                          |

## Personaggi
| Personaggio                   | Film di Shrek                                 | Film di Shrek                                 | Film di Shrek                                                                            | Film di Shrek                                                                   | Film di Shrek                                 | Cortometraggi                                    | Cortometraggi                                           | Cortometraggi                               | Cortometraggi            | Cortometraggi                         | Cortometraggi                           | Attrazione                                                  | Speciali televisivi                               | Speciali televisivi | Spin-off                 | Serie televisiva                       |  |
| Personaggio                   | Shrek                                         | Shrek 2                                       | Shrek terzo                                                                              | Shrek e vissero felici e contenti                                               | Shrek 5                                       | Festa danzante con karaoke nella palude di Shrek | L'idolo di Molto Molto Lontano                          | La spettacolare festa di Natale di Ciuchino | Thriller Night           | I tre porcellini e il lupo... mannaro | Il gatto con gli stivali: I Tre Diablos | Shrek 3-D                                                   | Shrekkati per le feste                            | Shrekkato da morire | Il gatto con gli stivali | Le avventure del gatto con gli stivali |  |
| Personaggio                   | 2001                                          | 2004                                          | 2007                                                                                     | 2010                                                                            | 2026                                          | 2001                                             | 2004                                                    | 2010                                        | 2011                     | 2011                                  | 2012                                    | 2003                                                        | 2007                                              | 2010                | 2011                     | 2015-2018                              |  |
| ----------------------------- | --------------------------------------------- | --------------------------------------------- | ---------------------------------------------------------------------------------------- | ------------------------------------------------------------------------------- | --------------------------------------------- | ------------------------------------------------ | ------------------------------------------------------- | ------------------------------------------- | ------------------------ | ------------------------------------- | --------------------------------------- | ----------------------------------------------------------- | ------------------------------------------------- | ------------------- | ------------------------ | -------------------------------------- |  |
| Shrek                         | Mike Myers                                    | Mike Myers                                    | Mike Myers                                                                               | Mike Myers                                                                      | Mike Myers                                    | Mike Myers                                       | Mike Myers                                              | Mike Myers                                  | Michael Gough            |                                       |                                         | Mike Myers                                                  | Mike Myers                                        | Mike Myers          |                          |                                        |  |
| Ciuchino                      | Eddie Murphy                                  | Eddie Murphy                                  | Eddie Murphy                                                                             | Eddie Murphy                                                                    | Eddie Murphy                                  | Eddie Murphy                                     | Eddie Murphy                                            | Eddie Murphy                                | Dean Edwards             |                                       |                                         | Eddie Murphy                                                | Eddie Murphy                                      | Dean Edwards        |                          |                                        |  |
| Fiona                         | Cameron Diaz                                  | Cameron Diaz                                  | Cameron Diaz                                                                             | Cameron Diaz                                                                    | Cameron Diaz                                  | Cameron Diaz                                     | Cameron Diaz                                            | Cameron Diaz                                | Holly Fields             |                                       |                                         | Cameron Diaz                                                | Cameron Diaz                                      | Cameron Diaz        |                          |                                        |  |
| Gatto / Gatto con gli Stivali |                                               | Antonio Banderas                              | Antonio Banderas                                                                         | Antonio Banderas                                                                | Antonio Banderas                              |                                                  | Antonio Banderas                                        | Antonio Banderas                            | André Sogliuzzo          |                                       | Antonio Banderas                        |                                                             | Antonio Banderas                                  | Antonio Banderas    | Antonio Banderas         | Eric Bauza                             |  |
| Zenzy                         | Conrad Vernon                                 | Conrad Vernon                                 | Conrad Vernon                                                                            | Conrad Vernon                                                                   | Conrad Vernon                                 | Conrad Vernon                                    | Conrad Vernon                                           | Conrad Vernon                               | Conrad Vernon            |                                       |                                         | Conrad Vernon                                               | Conrad Vernon                                     | Conrad Vernon       |                          |                                        |  |
| Pinocchio                     | Cody Cameron                                  | Cody Cameron                                  | Cody Cameron                                                                             | Cody Cameron                                                                    | Cody Cameron                                  | Cody Cameron                                     | Cody Cameron                                            | Cody Cameron                                |                          |                                       | Cody Cameron                            | Cody Cameron                                                | Cody Cameron                                      |                     |                          |                                        |  |
| I tre Porcellini              | Cody Cameron                                  | Cody Cameron                                  | Cody Cameron                                                                             | Cody Cameron                                                                    | Cody Cameron                                  | Cody Cameron                                     | Cody Cameron                                            | Cody Cameron                                | Cody Cameron Sean Bishop |                                       | Cody Cameron                            | Cody Cameron                                                | Cody Cameron                                      |                     | Cody Cameron             |                                        |  |
| Lupo Cattivo                  | Aron Warner                                   | Aron Warner                                   | Aron Warner                                                                              | Aron Warner                                                                     | Aron Warner                                   | Aron Warner                                      | Aron Warner                                             | Comparse                                    | Aron Warner              |                                       | Citato                                  | Aron Warner                                                 | Aron Warner                                       |                     | Cameo                    |                                        |  |
| I tre Topini Ciechi           | Christopher Knights Simon J. Smith Mike Myers | Christopher Knights Simon J. Smith Mike Myers | Christopher Knights                                                                      | Christopher Knights                                                             | Christopher Knights Simon J. Smith Mike Myers | Christopher Knights                              | Christopher Knights                                     | Comparse                                    |                          |                                       | Christopher Knights Simon J. Smith      | Christopher Knights                                         | Christopher Knights                               |                     |                          |                                        |  |
| Draghessa                     | Frank Welker                                  | Frank Welker                                  | Frank Welker                                                                             | Frank Welker                                                                    | Cameo                                         | Frank Welker                                     |                                                         |                                             |                          |                                       | Frank Welker                            | Frank Welker                                                |                                                   |                     |                          |                                        |  |
| Specchio Magico               | Chris Miller                                  | Chris Miller                                  |                                                                                          | Chris Miller                                                                    | Chris Miller                                  | Chris Miller                                     |                                                         |                                             |                          |                                       | Chris Miller                            |                                                             |                                                   |                     |                          |                                        |  |
| Lord Farquaad                 | John Lithgow                                  |                                               | John Lithgow                                                                             | Cameo nei titoli di coda                                                        | John Lithgow                                  |                                                  |                                                         | Sean Bishop                                 |                          |                                       | John Lithgow                            |                                                             | Cameo                                             |                     |                          |                                        |  |
| Thelonious                    | Christopher Knights                           |                                               |                                                                                          | Cameo nei titoli di coda                                                        | Christopher Knights                           |                                                  |                                                         | Cameo                                       |                          |                                       | Christopher Knights                     |                                                             |                                                   |                     |                          |                                        |  |
| Monsieur Robin Hood           | Vincent Cassel                                |                                               |                                                                                          |                                                                                 | N/A                                           |                                                  |                                                         | Cameo                                       |                          |                                       |                                         |                                                             |                                                   |                     |                          |                                        |  |
| Re Harold                     |                                               | John Cleese                                   | John Cleese                                                                              | John Cleese                                                                     |                                               |                                                  |                                                         | Silent Cameo                                |                          |                                       |                                         |                                                             |                                                   |                     |                          |                                        |  |
| Regina Lillian                |                                               | Julie Andrews                                 | Julie Andrews                                                                            | Julie Andrews                                                                   |                                               |                                                  |                                                         | Silent Cameo                                |                          |                                       |                                         |                                                             |                                                   |                     |                          |                                        |  |
| Fata Madrina                  |                                               | Jennifer Saunders                             | Citata                                                                                   | Cameo nei titoli di coda                                                        |                                               |                                                  |                                                         | Pinky Turzo                                 |                          |                                       |                                         |                                                             |                                                   |                     |                          |                                        |  |
| Principe Azzurro              |                                               | Rupert Everett                                | Rupert Everett                                                                           | Cameo nei titoli di coda                                                        |                                               | Randy Crenshaw                                   |                                                         | Sean Bishop                                 |                          |                                       |                                         |                                                             | Sean Bishop                                       |                     |                          |                                        |  |
| Capitan Uncino                |                                               | Tom Waits (dialoghi) Nick Cave (canto)        | Ian McShane                                                                              | Cameo                                                                           |                                               | Matt Mahaffey                                    |                                                         | Matt Mahaffey                               |                          |                                       |                                         |                                                             |                                                   |                     |                          |                                        |  |
| Doris                         |                                               | Larry King(US) Jonathan Ross(UK)              | Larry King                                                                               | Larry King                                                                      |                                               | Larry King                                       |                                                         |                                             |                          |                                       |                                         |                                                             |                                                   |                     |                          |                                        |  |
| Bella Addormentata            |                                               | Cameo                                         | Cheri Oteri                                                                              | Cameo nei titoli di coda                                                        |                                               |                                                  |                                                         |                                             |                          |                                       |                                         |                                                             |                                                   |                     |                          |                                        |  |
| Drughini                      |                                               | Frank Welker                                  | Frank Welker                                                                             | Frank Welker                                                                    |                                               |                                                  | Frank Welker                                            |                                             |                          |                                       |                                         | Frank Welker                                                |                                                   |                     |                          |                                        |  |
| Mongo                         |                                               | Conrad Vernon                                 |                                                                                          |                                                                                 |                                               |                                                  |                                                         | Conrad Vernon                               |                          |                                       |                                         |                                                             |                                                   |                     |                          |                                        |  |
| Arthur Pendragon              |                                               |                                               | Justin Timberlake                                                                        | Scena eliminata                                                                 |                                               |                                                  |                                                         |                                             |                          |                                       |                                         |                                                             |                                                   |                     |                          |                                        |  |
| Biancaneve                    | Cameo                                         |                                               | Amy Poehler                                                                              | Cameo nei titoli di coda                                                        |                                               |                                                  |                                                         |                                             |                          |                                       |                                         |                                                             |                                                   |                     |                          |                                        |  |
| Cenerentola                   | Cameo                                         |                                               | Amy Sedaris                                                                              | Cameo nei titoli di coda                                                        |                                               |                                                  |                                                         |                                             |                          |                                       |                                         |                                                             |                                                   |                     |                          |                                        |  |
| Raperonzolo                   |                                               |                                               | Maya Rudolph                                                                             |                                                                                 |                                               |                                                  |                                                         |                                             |                          |                                       |                                         |                                                             |                                                   |                     |                          |                                        |  |
| Merlino                       |                                               |                                               | Eric Idle                                                                                |                                                                                 |                                               |                                                  |                                                         |                                             |                          |                                       |                                         |                                                             |                                                   |                     |                          |                                        |  |
| Tre Orchetti                  |                                               |                                               | Jordan Alexander Hauser Dante James Hauser Jasper Johannes Andrews Zachary James Bernard | Jasper Johannes Andrews Ollie Mitchell Miles Christopher Bakshi Nina Zoe Bakshi | Zendaya                                       | Zendaya                                          | Miles Christopher Bakshi Nina Zoe Bakshi Ollie Mitchell |                                             |                          |                                       |                                         | Miles Christopher Bakshi Nina Zoe Bakshi Dante James Hauser | Miles Christopher Bakshi Nina Zoe Bakshi, Zendaya |                     |                          |                                        |  |
| Sir Lancillotto               |                                               |                                               | John Krasinski                                                                           |                                                                                 |                                               |                                                  |                                                         |                                             |                          |                                       |                                         |                                                             |                                                   |                     |                          |                                        |  |
| Mabel                         |                                               |                                               | Regis Philbin                                                                            | Regis Philbin                                                                   |                                               |                                                  |                                                         |                                             |                          |                                       |                                         |                                                             |                                                   |                     |                          |                                        |  |
| Tremotino                     |                                               |                                               | Conrad Vernon                                                                            | Walt Dohrn                                                                      |                                               |                                                  | Walt Dohrn                                              | Walt Dohrn                                  |                          |                                       |                                         |                                                             |                                                   |                     |                          |                                        |  |
| Brogan                        |                                               |                                               |                                                                                          | Jon Hamm                                                                        |                                               |                                                  | Jon Hamm                                                |                                             |                          |                                       |                                         |                                                             |                                                   |                     |                          |                                        |  |
| Cookie                        |                                               |                                               |                                                                                          | Craig Robinson                                                                  |                                               |                                                  | Craig Robinson                                          |                                             |                          |                                       |                                         |                                                             |                                                   |                     |                          |                                        |  |
| Gretched                      |                                               |                                               |                                                                                          | Jane Lynch                                                                      |                                               |                                                  | Jane Lynch                                              |                                             |                          |                                       |                                         |                                                             |                                                   |                     |                          |                                        |  |
| Pifferaio magico              | Cameo                                         |                                               |                                                                                          | Jeremy Steig                                                                    |                                               |                                                  | Michael Gough                                           | Jeremy Steig                                |                          |                                       |                                         |                                                             |                                                   |                     |                          |                                        |  |
| Kitty / Zampe di Velluto      |                                               |                                               |                                                                                          |                                                                                 |                                               |                                                  |                                                         |                                             |                          |                                       |                                         |                                                             |                                                   | Salma Hayek         |                          |                                        |  |
| Humpty Dumpty                 |                                               |                                               |                                                                                          |                                                                                 |                                               |                                                  |                                                         |                                             |                          |                                       | Statua                                  |                                                             |                                                   | Zach Galifianakis   |                          |                                        |  |
| Jack                          |                                               |                                               |                                                                                          |                                                                                 |                                               |                                                  |                                                         |                                             |                          |                                       |                                         |                                                             |                                                   | Billy Bob Thornton  |                          |                                        |  |
| Jill                          |                                               |                                               |                                                                                          |                                                                                 |                                               |                                                  |                                                         |                                             |                          |                                       |                                         |                                                             |                                                   | Amy Sedaris         |                          |                                        |  |

## Creatori
| Ruolo                    | Film                                                                                                   | Film | Film | Film                                        | Spin-off                                                                                           |
| Ruolo                    | Shrek (2001)                                                                                           | Shrek 2 (2004) | Shrek terzo (2007) | Shrek e vissero felici e contenti (2010)    | Il gatto con gli stivali (2011)                                                                    |
| ------------------------ | --- | --- | --- | ------------------------------------------- | -------------------------------------------------------------------------------------------------- |
| Regista/i                | Andrew Adamson Vicky Jenson                                                                            | Andrew Adamson Kelly Asbury Conrad Vernon | Chris Miller Raman Hui (aiuto regista) | Mike Mitchell                               | Chris Miller                                                                                       |
| Produttore/i             | Aron Warner John H. Williams Jeffrey Katzenberg Ted Elliott (coproduttore) Terry Rossio (coproduttore) | Aron Warner David Lipman John H. Williams | Aron Warner Denise Nolan Cascino (coproduttore)                                                                                                | Gina Shay Teresa Cheng                      | Latifa Ouaou Joe M. Aguilar                                                                        |
| Produttore/i esecutivo/i | Penny Finkelman Cox Sandra Rabins David Lipman (coproduttore esecutivo)                                | Jeffrey Katzenberg | Andrew Adamson John H. Williams | Aron Warner Andrew Adamson John H. Williams | Andrew Adamson Guillermo del Toro Michelle Raimo Kuoyate John H. Williams (coproduttore esecutivo) |
| Scrittore/i              | Ted Elliott Terry Rossio Joe Stillman Roger S.H. Schulman                                              | Andrew Adamson (sceneggiatore) Joe Stillman (sceneggiatore) J. David Stem (sceneggiatore) David N. Weiss (sceneggiatore) Andrew Adamson (storia) | Jeffrey Price (sceneggiatore) Peter S. Seaman (sceneggiatore) Chris Miller (sceneggiatore) Aron Warner (sceneggiatore) Andrew Adamson (storia) | Josh Klausner Darren Lemke                  | Tom Wheeler (sceneggiatore) Brian Lynch (storia) Will Davies (storia) Tom Wheeler (storia)         |
| Compositore/i            | Harry Gregson-Williams John Powell                                                                     | Harry Gregson-Williams | Harry Gregson-Williams | Harry Gregson-Williams                      | Henry Jackman                                                                                      |
| Editore/i                | Sim Evan-Jones                                                                                         | Michael Andrews Sim Evan-Jones | Michael Andrews | Nick Fletcher                               | Eric Dapkewicz                                                                                     |

## Videogiochi
Numerosi videogiochi sono stati tratti dal film e dai suoi seguiti per diverse console.
- Shrek: Fairy Tale Freakdown (2001)
- Shrek: Game Land Activity Center (2001)
- Shrek (2001)
- Shrek: Swamp Kart Speedway (2002)
- Shrek: Hassle at the Castle (2002)
- Shrek: Treasure Hunt (2002)
- Shrek: Swamp Fun with Early Math (2002)
- Shrek: Swamp Fun with Phonics (2002)
- Shrek Super Party (2002)
- Shrek: Reekin' Havoc (2003)
- Shrek 2 (2004)
- Shrek 2 Activity Center: Twisted Fairy Tale Fun (2004)
- Shrek 2: Ogre Bowler (2004)
- Shrek 2: Beg for Mercy! (2004)
- Shrek 2: Trivia (2004)
- Shrek SuperSlam (2005)
- Shrek 2: The Adventure of Puss in Boots (2005)
- Shrek Smash n' Crash Racing (2006)
- Shrek: Dragon's Tale (2006)
- Shrek terzo (2007)
- Shrek: Orchetti e Ciuchini (2007)
- Shrek n' Roll (2007)
- Shrek the Third: Arthur's School Day Adventure (2007)
- Shrek the Third: The Search for Arthur (2007)
- Shrek - Tutti al Luna Park (2008)
- Shrek Party (2008)
- Shrek Kart (2009)
- Shrek e vissero felici e contenti (2010)
- Fruit Ninja: Puss in Boots (2011)
- Il gatto con gli stivali (2011)
- Shrek's Fairytale Kingdom (2012)
- Pocket Shrek (2015)

I personaggi del franchise appaiono inoltre insieme ad altri personaggi della DreamWorks Animation in alcuni videogiochi crossover.
- Madagascar Kartz (2009)
- DreamWorks Super Star Kartz (2011)

## Musical
Shrek the Musical è un musical basato sul primo film della serie. Dopo una prova a Seattle, Washington, ha iniziato a debuttare a Broadway l'8 novembre 2008, prima di aprire il 14 dicembre. Nonostante le recensioni contrastanti, il musical ha ricevuto otto nomination al Tony Award, tra cui Miglior Musical. All'epoca, il musical più costoso di Broadway durò più di un anno e si chiuse, in perdita, il 3 gennaio 2010, dopo 478 esibizioni.
Una versione rivisitata dello spettacolo è andata in tournée negli Stati Uniti da luglio 2010 a luglio 2011. Il secondo tour è stato lanciato due mesi dopo. Una produzione del West End è stata aperta a Londra, nel Regno Unito nel giugno 2011, con recensioni positive. Ha ricevuto cinque nomination al premio Laurence Olivier, tra cui Miglior Nuovo Musical. Una produzione messa in scena in versione rivisitata ha debuttato in Israele nel 2010, con produzioni internazionali in corso dal 2011 in Polonia e Spagna, e dal 2012 in Francia. Lo spettacolo sarebbe stato presto presentato in Brasile, Italia, Australia, e Filippine nel 2012.
A Broadway, il ruolo principale è dato a Brian d'Arcy James, mentre Nigel Lindsay crea il ruolo per l'incarnazione del West End. Altre performance degne di importanza includono Amanda Holden (West End), Sutton Foster (Broadway) e Kimberley Walsh (West End) come Principessa Fiona, Christopher Sieber (Broadway) e Nigel Harman (West End) come Lord Farquaad, e John Tartaglia (Broadway) come Pinocchio.

## Fumetti
Nel 2002 è uscito un manga 
one-shot tratto dal primo film della serie, chiamato Kattobi!! Shrek: Monster-Kyuu no New Hero.
La Dark Horse Comics ha pubblicato nel 2003 fumetti di trentadue pagine con personaggi Shrek, Ciuchino e Fiona: Shrek # 1, Shrek # 2, e Shrek # 3. I fumetti sono stati scritti da Mark Evanier e illustrati da Ramon Bachs e Raul Fernandez.
La Ape Entertainment ha anche distribuito sotto etichetta KiZoic cinque fumetti a colori, un prequel di cinquantadue pagine per Shrek e vissero felici e contenti intitolato Shrek (2010), e quattro di trentadue pagine: Shrek # 1 (2010), Shrek # 2 (2010), Shrek # 3 (2011) e Shrek # 4 (2011).

## Attrazioni
Molto Molto Lontano è una delle sette terre a tema negli Universal Studios di Singapore, e si compone di molte location del franchise di Shrek, tra cui il castello di Molto Molto Lontano, alto quaranta metri.
Shrek's Faire Faire Away è una delle tre aree della terra a tema DreamWorks Experience presso il parco a tema australiano Dreamworld. È stato inaugurato nel 2012 e consiste in un braccio fisso, un giro aereo in rotazione Ciuchino Volante, un volantino di aquiloni L'aliante di Zenzy, un Giro sull'altalena del Gatto con gli stivali e un giro sul carosello Shrek's Ogre-Go-Round.
Un'attrazione a tema Shrek, chiamata DreamWork's Tours Shrek's Adventure! London, inaugurata nel 2015 nella London County Hall come la prima delle sei attrazioni inizialmente programmate in nove anni. Questo "Immersive Tunnel" di Simworx è realizzato in collaborazione con Merlin Entertainments, l'avventurosa avventura interattiva di 20.000 metri quadrati (1.900 m²) presenta una storia originale scritta da DWA, insieme a un cortile dove ci sono i personaggi della serie di Shrek, ma comprendendo anche diversi personaggi delle altre serie DreamWorks Animation.

## Fandom
Un fandom underground della serie dei film di Shrek è emerso su Internet. Con la base dei fan descritta da alcuni come una simpatica ironia nei confronti della serie, ci sono stati diversi meme sessualmente espliciti basati sul personaggio principale. L'esempio più notevole è un meme del 2013 basato su un video fanmade chiamato "Shrek è amore, Shrek è vita". I fan di Shrek sono conosciuti come "Brogres", una parodia del nome "Bronies", i fan della serie My Little Pony: L'amicizia è magica al di fuori degli spettacoli destinati al pubblico. È inoltre avvenuto un movimento di registi e animatori della serie di film che hanno realizzato video basati sull'ossessione di internet nei confronti del personaggio. La figura di Shrek ha, inoltre, assunto un ruolo importante nella vita di molti giovani e non solo, come meme e come affetto verso la serie che in alcuni casi rasenta in modo ironico quasi il culto.
Dal 2014, Madison, Wisconsin, ha celebrato l'annuale Shrekfest con gare in costume, abbuffate di cipolle, vendita di mercanzie a tema e simili.